# Hornillos de Eresma
Hornillos de Eresma település Spanyolországban, Valladolid tartományban.  Lakosainak száma 171 fő (2024).

## Népesség
A település népessége az utóbbi években az alábbiak szerint változott:
| Lakosok száma | 166  | 193  | 184  | 178  | 184  | 176  | 163  | 165  | 174  | 171  |
|               | 2001 | 2004 | 2007 | 2009 | 2012 | 2014 | 2017 | 2019 | 2022 | 2024 |